# Тихомировка (Ставропольский край)
Тихоми́ровка — хутор в Советском районе (городском округе) Ставропольского края Российской Федерации. Находился в составе муниципального образования города Зеленокумска (упразднено 1 мая 2017 года).

## Варианты названия
- Тихомиров
- Тихомировский[2].

## География
Расстояние до краевого центра: 164 км. Расстояние до районного центра: 4 км.

## История
На 1 марта 1966 года находился в подчинении Зеленокумского горсовета:28.

## Население
| 1925 | 1989 | 2002 | 2010 | 2014 |
| ---- | ---- | ---- | ---- | ---- |
| 20   | ↗444 | ↘422 | ↘346 | ↘300 |

По данным переписи 2002 года в национальной структуре населения преобладают русские (82 %).

## Люди, связанные с хутором
- Крайнев, Николай Степанович (1924, хутор Тихомировка — 1944) — Герой Советского Союза[9]